# Spirális sugárzó
A spirális sugárzó egy antennaelem, amely primer sugárzóként működik. A különféle spirál alakú sugárzók használata leginkább a centiméteres hullámokon jellemző. Mivel önmagukban kisnyereségű sugárzók, így leginkább apertúraantennák primer sugárzójaként használják. Előnyös tulajdonsága, hogy a sávszélessége könnyen tervezhető. 

## Az archimedesi spirál
Az archimédeszi spirálsugárzó igen széles frekvenciaartományban használható. Önmagában kétirányban, de síkreflektorral vagy hengeres üreggel kombinálva egy irányban sugároz. Az egykarú archimedesi spirál aszimmetrikus, a kétkarú archimedesi spirál szimmetrikus megtáplálást tesz lehetővé.
A spirálvonal a következő képlettel írható le:
{\displaystyle \rho =\rho _{0}c_{s}\phi }
- ρ - az origóból a görbére mutató sugárirányú vektor nagysága
- ρ0 - a talppont helye
- φ - az elfordulás szöge radiánban

- cs - spirál állandó

Az antenna táplálása a ρ0 sugarú kör mentén történik, az üzemi hullámtartomány alsó határát ez határozza meg. Az egyenletes működés és a kedvező állóhullámarány feltétele, hogy a ρ0 az üzemi hullámtartomány felső határához képest minél kisebb legyen.
{\displaystyle {\frac {2\rho _{0}}{\lambda _{\max }}}<0.1}
Az archimédesi spirálantennák működési sávjának maximális hullámhosszát a spirál L hossza határozza meg, amelyet az
{\displaystyle L={\frac {c_{s}}{2}}\ln {\biggl (}{\frac {\rho }{2}}{\sqrt {1+{\frac {\rho ^{2}}{c_{s}^{2}}}}}{\biggr )}+{\frac {\rho }{2}}{\sqrt {1+{\frac {\rho ^{2}}{c_{s}^{2}}}}}-{\frac {c_{s}}{2}}\ln {\biggl (}{\frac {\rho }{c_{s}}}{\sqrt {1+{\frac {\rho _{0}^{2}}{c_{s}^{2}}}}}{\biggr )}-{\frac {\rho _{0}}{2}}{\sqrt {1+{\frac {\rho _{0}^{2}}{c_{s}^{2}}}}}}
összefüggés segítségével lehet meghatározni.
Ezek a feltételek kijelölik a spirál kezdetéhez tartozó legkisebb átmérő, és a végződéséhez tartozó legnagyobb átmérő nagyságát:
{\displaystyle d_{\min }={\frac {\lambda _{\min }}{\pi }}-{\frac {\lambda _{\min }}{20}}}
{\displaystyle d_{\max }={\frac {\lambda _{\max }}{\pi }}+{\frac {\lambda _{\max }}{20}}}
- λmin - a legkisebb üzemi hullámhossz
- λmax -  a legnagyobb üzemi hullámhossz

Belátható, hogy ennek a sugárzótipusnak a legnagyobb előnye, hogy szélessávú, és a sávtartománya pontosan méretezhető.
Önmagában az archimédesi spirál a felületére merőlegesen mindkét irányban sugározni fog. A hátrasugárzás eltüntetése érdekében különféle kialakítású reflektorokat alkalmaznak. A legegyszerűbb a síkreflektor használata, de az sajnos csökkenti a használható sávszélességet. Ha mégis a síkreflektort használjuk, annak a sugárzótól való távolságát egy közepes λk hullámhosszra célszerű beállítani:
{\displaystyle \lambda _{k}={\sqrt {\lambda _{\min }\lambda _{\max }}}}